# Bratsch (gruppo musicale)
Bratsch è un gruppo musicale francese d'influenza jazz e tzigana, fondato nel 1972 ad opera di Dan Gharibian e Bruno Girard.

## Formazione
- Dan Gharibian: chitarra, bouzouki
- Bruno Girard: violino, viola
- Pierre Jacquet: contrabbasso
- Nano Peylet: clarinetto
- François Castiello: fisarmonica

## Discografia
- 1976: Musique de partout
- 1978: J'aime un voyou, maman
- 1981: Live à la Potinière
- 1989: Notes de voyages
- 1990: Sans domicile fixe
- 1992: Transports en commun
- 1994: Correspondances
- 1994: Le Mangeur de lune (colonna sonora dell'omonimo film di Dai Sijie)
- 1996: Ecoute ça chérie
- 1998: Rien dans les poches
- 1999: On a rendez-vous
- 2001: La vie, la mort, tout ça...
- 2003: Nomades En Vol
- 2005: 25 ans, ça s'fête (Disco venduto solo dopo il concerto)
- 2007: Plein du monde

### Partecipazioni
- 2000: L'Ombre et la Demoiselle (Weepers Circus)